# لويس ميلر (رسام)
لويس ميلر (بالإنجليزية: Lewis Miller)‏ هو رسام أسترالي، ولد في 1959.